# Comune di Feodosia
Il comune di Feodosia (in russo Феодосийский горсовет?; in ucraino Феодосійська міськрада?; in tataro: Kefe şeer şurası) è un circondario urbano della Crimea con 105.140 abitanti al 2013. Il capoluogo è l'omonima città.

## Geografia antropica
Il distretto è suddiviso in una città, 5 insediamenti urbani e 11 villaggi.

### Città
- Feodosia